# Jan Jaszczanin
Jan Jaszczanin (ur. 4 stycznia 1940 w Wilnie, zm. 3 stycznia 2024 tamże) – litewski biolog i lekkoatleta narodowości polskiej.

## Życiorys
Był absolwentem Wydziału Przyrodniczego Instytutu Pedagogicznego w Wilnie. Następnie doktorant Instytutu Medycyny Klinicznej i Doświadczalnej Litwy. W 1974 ukończył studia doktoranckie nauk biomedycznych w Instytucie Medycznym w Kownie. W 1984 uzyskał stopień doktora habilitowanego nauk biomedycznych w Instytucie Fizjologii w Kijowie. Od 1986 profesor tytularny, co Rada Naukowa Litwy nostryfikowała w roku 1994. Od 1981 do 1991 pracował na stanowisku kierownika Katedry Fizjologii i Biomechaniki Akademii Wychowania Fizycznego w Kownie. Od roku 1991 był profesorem Instytutu Kultury Fizycznej Uniwersytetu Szczecińskiego a od roku 1999 Politechniki Opolskiej.
W czasie swojej kariery naukowej zajmował się następującymi tematami: adaptacji wysiłkowej układu nerwowo-mięśniowego, genetycznych predyspozycjach motoryczności człowieka, inwolucyjnych zmianach w starzeniu oraz aktywności fizycznej jako czynnika hamującego intensywność tego procesu.
Był autorem 240 publikacji naukowych, promotorem 18 prac doktorskich oraz konsultantem 8 prac habilitacyjnych. 14 kwietnia 1989 był wśród 19 osób, które założyły Stowarzyszenie Naukowców Polaków Litwy. Brał udział w pracach zarządu tego stowarzyszenia a także w wielu kolegiach redakcyjnych wydawnictw naukowych. Ponadto był członkiem Komitetu Naukowego Departamentu Sportu i Turystyki Republiki Litewskiej i członkiem komitetu ds. stopni naukowych. Był autorem lub współautorem 4 wynalazków.
Był 12-krotnym mistrzem Litwy w pchnięciu kulą i rzucie młotem a także maratończykiem. 14 krotnie poprawiał rekord Litwy w rzucie młotem.

## Życie prywatne
Był żonaty z Jolantą, miał syna Tadeusza.  

## Publikacje
- Analiza funkcji różnych typów włókien mięśniowych jako podstawa do preselekcji w sporcie, 2000
- Ogólne podstawy struktury i funkcji układu nerwowo-mięśniowego, Wydawnictwo Naukowe Uniwersytetu Szczecińskiego, Szczecin 2004
- Wykorzystanie badań naukowych w wychowaniu fizycznym i sporcie. Praca badawcza z 4 obszarów aktywności ruchowej: "sport, wychowanie fizyczne, rekreacija i fizjoterapia". Cz. 1, Politechnika Opolska, Opole, 2008